# Horntjärnen (Sunne socken, Värmland)
Horntjärnen är en sjö i Sunne kommun i Värmland och ingår i Göta älvs huvudavrinningsområde. Sjön har en area på 0,117 kvadratkilometer och ligger 195,5 meter över havet.

## Delavrinningsområde
Horntjärnen ingår i det delavrinningsområde (662699-135435) som SMHI kallar för Mynnar i Mellan-Fryken. Medelhöjden är 112 meter över havet och ytan är 48,84 kvadratkilometer. Det finns inga avrinningsområden uppströms utan avrinningsområdet är högsta punkten. Ämtan som avvattnar avrinningsområdet har biflödesordning 3, vilket innebär att vattnet flödar genom totalt 3 vattendrag innan det når havet efter 308 kilometer. Avrinningsområdet består mestadels av skog (47 procent) och jordbruk (36 procent). Avrinningsområdet har 0,12 kvadratkilometer vattenytor vilket ger det en sjöprocent på 0,2 procent.